# 부산문화여자고등학교
부산문화여자고등학교(釜山文化女子高等學校)는 대한민국 부산광역시 해운대구 우동에 위치한 사립 고등학교이다.

## 학교 연혁
- 1969년 3월 6일 : 한독여자실업학교 설립(칼로슈믿케 초대 교장 취임)
- 1969년 9월 10일 : 이후 1973.8.21까지 본교생 25명을 기술 습득차 파독
- 1976년 3월 2일 : 남구 우암동에서 해운대구 우동의 현 교사로 이전
- 1979년 12월 28일 : 24학급으로 학급 증설(의상과, 상업과, 관광과)
- 1982년 10월 13일 : 한독여자실업고등학교로 교명 변경
- 1992년 5월 10일 : 주간부 54학급, 야간부 9학급 총 63학급으로 학칙 변경
- 1996년 8월 28일 : 한독경영정보여자고등학교로 교명 변경 및 5개 학과로 개편(총 54학급), 야간부 폐지
- 2004년 3월 1일 : 한독문화여자고등학교 개교(특성화고등학교) 3개 학과(국제관광, 유아교육, 패션디자인) 총 27학급으로 개편
- 2009년 3월 23일 : 부산문화여자고등학교로 교명변경
- 2010년 8월 19일 : 특수학급 1학급 증설 총 27학급으로 학칙변경
- 2023년 2월 9일 : 제52회 졸업식 거행(총 졸업생수 24,525명)
- 2024년 3월 1일 : 제12대 강양미 교장 취임
- 2024년 3월 4일 : 2024학년도 신입생 입학식

## 설치 학과
- 공통과정(전문계)
- 유아교육과
- 보건간호과
- 패션디자인과
- 국제관광과

## 참고 자료
- 부산문화여자고등학교 - 한국교육학술정보원 학교알리미